# Академия наук Ливана
Академия наук Ливана, официально известная под своим французским названием Académie des Sciences du Liban (ASL) — научное общество Ливана, занимающееся развитием и распространения наук в Ливане, а также международными научными связями. Создана указом правительства Ливанской Республики в августе 2007 года. Членство в Академии является выборным.

## Миссия
Согласно уставу, миссия Академии направлена на:
- Предоставление независимых консультаций и рекомендаций государственным и частным учреждениям по вопросам научных исследований и образования;
- Инициация и содействие реализации научно-исследовательских и образовательных программ;
- Помощь в распространении и обнародовании результатов научных исследований;
- Содействие обмену идеями и результатами с научными учреждениями по всему миру;
- Присуждение наград выдающимся ученым;
- Создание возможностей для научной карьеры молодым гражданам Ливана;
- Укрепление связей между науками и обществом, особенно в сфере общественного здравоохранения, экономики и окружающей среды.

## История
Учреждение Академии было проведено Французской академией наук, первое организационное собрание ASL состоялось в Париже 27 июня 2008 года. Первое заседание Исполнительного комитета ASL состоялось в Бейруте 29-31 октября 2008 года. Академия наук Ливана создана по образу и подобию Французской академии наук, и разрабатывает с ней совместные программы.
В состав Академии наук Ливана входят видные ливанские учёные, работающие как в Ливане, так и за его пределами, а также некоторые выдающиеся иностранные учёные ливанского происхождения. Члены Академии не получают за членство никакого вознаграждения, оно рассматривается в качестве государственной службы.